# فرودگاه ایستر وود
فرودگاه ایستر وود (به انگلیسی: Easterwood Airport) یک فرودگاه همگانی بهره‌برداری هوایی با کد یاتا CLL است که یک باند فرود بتن دارد و طول باند آن ۱۵۶۹ متر است. این فرودگاه در شهر کالج استیشن، تگزاس کشور ایالات متحده آمریکا قرار دارد و در ارتفاع ۹۷٫۸ متری از سطح دریا واقع شده است.